# 오예리
오예리(吳藝璃, 1985년 7월 24일 ~ )는 대한민국의 가수이다.
열 살 때 호주로 건너가 학창시절의 대부분을 보내면서 밴드 및 교회 음악 활동을 하며 피아노, 타악기, 드럼 등을 다루는 음악 기반을 닦았다. 그러던 중 스물 한 살 때 모국어로 된 자신의 노래를 부르고 싶어서 다니던 대학교를 자퇴하고 한국으로 혼자 돌아왔다. 음악은 개성 표출의 창구라고 믿으며 자유로운 영혼으로 남에게 희망이 되기 위해 음악을 계속하던 중 이화여대 같은 학과 재학 중인 서아현과 그룹 이대 나온 여자를 결성하여 2009년 9월 25일 MBC 대학가요제에 참가하였다. 편견 속에 감춰진 학생들의 여러 가지 다양한 모습을 드러내고자 한 그룹 명과 각박한 현실과 취업난 때문에 획일화되는 대학생들의 고민을 반영한 곡 《군계무학》으로 사회적 반향을 일으키며 특별상과 대상을 거머쥐었다.
2010년 3월 23일 큐브엔터테인먼트와 계약하고 2013년 11월 7일 디지털 싱글 《너 때문에》를 발표하였다. 《군계무학》, 《너 때문에》를 작사, 작곡한 싱어송라이터이다.

## 학력
- 이화여자대학교 국제학 학사

## 음악 활동

### 앨범
| 발매일           | 제목                                | 가수           |
| ---------------- | ----------------------------------- | -------------- |
| 2009년 9월 25일  | 2009 MBC 대학가요제 12.《군계무학》 | 이대 나온 여자 |
| 2013년 11월 7일  | 《너 때문에》 (Digital Single)      | 오예리         |
| 2015년 11월 25일 | 《Queen》 (Digital Single)          | 오예리         |

### 수상 내역
| 수상일          | 내역                       |
| --------------- | -------------------------- |
| 2009년 9월 25일 | 2009 MBC 대학가요제 특별상 |
| 2009년 9월 25일 | 2009 MBC 대학가요제 대상   |

## 방송 활동

### 텔레비전
| 방송국 | 방송 정보            | 출연           | 일자            |
| ------ | -------------------- | -------------- | --------------- |
| MBC    | 《대학가요제》       | 이대 나온 여자 | 2009년 9월 25일 |
| MBC    | 《음악 여행 라라라》 | 이대 나온 여자 | 2009년 11월 5일 |